# 1980 في كندا
فيما يلي قوائم الأحداث التي وقعت خلال عام 1980 في كندا.

## سياسة

### تعيين في المنصب
- 3 مارس – بيير ترودو رئيس وزراء كندا.
- 3 مارس – جان كريتيان وزير العدل [الإنجليزية]‏.
- 14 أبريل – جان سوفي رئيس مجلس العموم الكندي [الإنجليزية]‏.

### انتهاء فترة المنصب
- 3 مارس – بيير ترودو زعيم المعارضة الرسمية [الإنجليزية]‏.

## رياضة
- 28 سبتمبر – جائزة كندا الكبرى 1980 الفائز آلان جونز.

## ظهور
- 1 يناير – ثراش ميتال

## أفلام
من الأفلام التي صدرت هذه السنة في كندا:
- 1 يناير – أتلانتك سيتي من إخراج لويس مال.
- 1 يناير – التغيير من إخراج بيتر ميداك.

## مواليد

### يناير
- 1 يناير – جيمس هايلمان
- 1 يناير – نيلام فيرما
- 21 يناير – كيفين مكينا لاعب كرة قدم كندي.

### أبريل
- 4 أبريل – ستيف موليتور ملاكم كندي.
- 17 أبريل – ألاينا هوفمان ممثلة كندية.
- 18 أبريل – لاورا مينيل ممثلة كندية.
- 21 أبريل – ديلان بروس
- 29 أبريل – جيسي ينغ لاعب كرة سلة كندي.

### مايو
- 2 مايو – براد ريتشاردز لاعب هوكي جليد كندي.

### يونيو
- 14 يونيو – كلود باتريك فنان قتال مختلط كندي.
- 19 يونيو – لورين لي سميث ممثلة كندية.

### يوليو
- 11 يوليو – تايسون كيد مصارع محترف كندي.
- 13 يوليو – تارا ويتن

### أغسطس
- 24 أغسطس – سونيا بينيت ممثلة كندية.
- 28 أغسطس – كارلي بوب ممثلة كندية.

### سبتمبر
- 16 سبتمبر – براد بايتون مخرج أفلام كندي.
- 30 سبتمبر – كاثرين بندرل درّاجة طريق كندية.

### أكتوبر
- 20 أكتوبر – نايل ماتر ممثل كندي.
- 30 أكتوبر – ساره كارتر ممثلة كندية.

### نوفمبر
- 10 نوفمبر – ستيف روس لاعب كرة سلة كندي.
- 12 نوفمبر – رايان غوسلينغ ممثل كندي.

### ديسمبر
- 4 ديسمبر – فيكتور مصارع محترف كندي.
- 5 ديسمبر – جيسيكا باريه
- 9 ديسمبر – رايدر هيسجيدال درّاج طريق كندي.

## وفيات

### يناير
- 7 يناير – دوف يوسف (مواليد 1899) سياسي إسرائيلي.
- 26 يناير – لين باتريك (مواليد 1912) لاعب هوكي جليد كندي.

### يونيو
- 7 يونيو – فيليب جوستون (مواليد 1913) فنان أمريكي.

### ديسمبر
- 31 ديسمبر – مارشال ماكلوهان (مواليد 1911)